# Chise (Fluss)
Die Chise, auch Kiese oder Chisebach, ist ein rund 21 km langer rechter Nebenfluss der Aare im Schweizer Kanton Bern.

## Name
Der Gewässername Chise hat die Bedeutung von die Kiesige, die Kiesführende.

## Geographie

### Quellgebiet
Mehrere Quellbäche, die am Südhang des Buchbergs im nördlichen Abschnitt des Gemeindegebiets von Bowil entspringen, vereinigen sich bei den Ortschaften Oberhofen und Rünkhofen zur Chise.

#### Berggräbli - Chise
Das Berggräbli ist der mittlere Quellbach. Es wird von manchen schon ab dem Zufluss eines kleinen namenlosen Seitengrabens (mit der kantonalen Gewässernummer 56827) als Chise bezeichnet. Der Bach entspringt südlich von Buch auf einer Höhe von 772,8 m ü. M. in einem Waldstreifen. Er fliesst südwärts nach Oberhofen, wo er auf seiner linken Seite vom Gurnitalgräbe gespeist wird. Er wendet sich nun nach Westen und nimmt kurz darauf den kleinen Graben auf, ab dem manche ihn schon als Chise bezeichnen.
Der Bach umfliesst nun Oberhofen im Westen und vereinigt sich südlich des ebenfalls zur Gemeinde Bowil gehörenden Weilers Rünkhofen und östlich der Hofgruppe Groggenmoos mit dem Dürrbach und dem Schwändibach.

#### Dürrbach
Der Dürrbach ist ein linker Quellbach der Chise. Er entspringt mit zahlreichen Quellbächen am Nordabhang des Kurzenberges auf rund 1100 m ü. M. Er fliesst zunächst nach Norden und erreicht beim Dorf Bowil das breite Tal, das über den flachen Sattel von Bowil die Verbindung vom Aaretal ins Emmental gewährleistet. Die Hauptstrasse 10 und die Bahnstrecke Bern–Luzern führen durch das obere Tal der Chise in das Emmental. Bei Rünkhofen fliesst der Dürrbach mit dem mittleren Quellbach und dem Schwändibach zusammen.

#### Schwändibach
Der Schwändibach ist ein rechter Quellbach der Chise. Er nimmt seinen Ursprung am Südhang der Blasenflue und strömt südwärts durch das Kerbtal des Schwändigrabens. Bei Rünkhofen tritt er in die Talfurche hinaus und vereinigt sich südlich der Bahnlinie mit dem mittleren Quellbach und dem Dürrbach.

### Verlauf
Nach der Vereinigung ihrer Quellbäche fliesst die Chise nun mit sehr geringem Gefälle westwärts durch diese Talsenke, deren Talboden teilweise mehr als 1 km breit ist. Sie passiert die östlichen Quartiere von Zäziwil und liegt dann bis Konolfingen als begradigter Bachgraben neben der Hauptstrasse 228. Die weite Fläche des Chonolfingemoos ist ein ehemaliges Moorgebiet, das bei der Melioration von Konolfingen entwässert wurde. In Konolfingen wendet sich ihr Lauf nach Süden, weil der weitere direkte Weg nach Münsingen im Aaretal seit dem späten Eiszeitalter durch die wenige Meter ansteigende Höhe über die Aaregletscher-Moräne von Ursellen gesperrt ist. Südlich von Konolfingen ist das Kiesental auf einer Strecke von drei Kilometern Länge verengt. Es liegt zwischen den Höhen von Locheberg-Häutligen im Westen und Churzenberg im Osten. Durch das Tal verlaufen die Hauptstrasse 229 und die Bahnstrecke von Konolfingen nach Thun.
Südlich von Oberdiessbach weitet sich das Kiesental wieder und öffnet sich bei Herbligen zum Aaretal hin. Der Fluss fliesst in einem weiten Bogen gegen Westen über eine alte Deltalandachaft die er am Ende des Eiszeitalters mit Erosionsmaterial aus dem oberen Einzugsgebiet schuf. In der Aareniederung verläuft die Chise nördlich von Oppligen. Bei Kiesen wird sie von der Hauptstrasse 6, der Bahnstrecke Bern–Thun und der Autobahn A6 überquert, und kurz nach der Autobahnbrücke mündet sie auf 535 m ü. M. von rechts in die Aare. Der schmale Waldstreifen zwischen dem Aareufer und der Autobahn liegt in der geschützten «Aarelandschaft zwischen Thun und Bern», die im Bundesinventar der Landschaften und Naturdenkmäler von nationaler Bedeutung aufgeführt ist.

### Einzugsgebiet
Das 71,18 km² grosse Einzugsgebiet der Chise wird über die Aare und den Rhein zur Nordsee entwässert und gehört zum Einzugsbereich des Rheins. Sie entwässert dabei einen Abschnitt des Hügellandes zwischen dem Aaretal und dem Emmental.
Das Einzugsgebiet besteht zu 34,1 % aus bestockter Fläche, 55,9 % aus Landwirtschaftsfläche, zu 9,7 % aus Siedlungsfläche und zu 0,2 % aus Gewässerfläche.
Flächenverteilung
Die mittlere Höhe des Einzugsgebietes beträgt 821 m ü. M., die minimale Höhe liegt bei 528 m ü. M. und die maximale Höhe bei 1188 m ü. M.

### Zuflüsse
Zu den nennenswerten Seitenbächen zählen der Zäzibach, der bei Zäziwil einmündet, und der Diessbach, welcher die Chise bei Oberdiessbach erreicht.
- Brunnebach (links), 1,1 km
- Hinders Furtbächli (rechts), 1,0 km
- Grundlissegräbli (links), 0,8 km
- Furtbächli (rechts), 0,9 km
- Bärbach (links), 3,5 km, 3,54 km², 0,11 m³/s
- Zäzibach (rechts), 4,9 km, 5,68 km², 0,19 m³/s
- Mösligrabe (links), 0,8 km
- Stutzbach (links), 0,9 km
- Mülibach (rechts), 3,0 km, 4,86 km², 0,14 m³/s
- Hünigebach[6], (links), 3,6 km
- Tonisbach (rechts), 2,0 km
- Frimettigebach (links), 1,1 km
- Tuftgrabe (links), 0,7 km
- Dessikofegrabe (rechts), 0,6 km
- Heigrabe (links), 1,5 km, 0,84 km²
- Cholholzgrabe (rechts), 0,6 km
- Weiggele (rechts), 0,7 km
- Diessbach (links), 3,6 km (mit Diessbachgraben 5,9 km), 11,35 km², 0,36 m³/s
- Underhusgrabe (links), 0,1 km
- Gauermattgrabe (links), 3,5 km, 4,48 km²
- Mülibächli[7] (rechts), 0,2 km
- Moosbächli (rechts), 1,1 km

## Hydrologie
Die Chise ist durch ein nivopluviales Abflussregime geprägt.

### Abflusswerte
An der Mündung der Chise in die Aare beträgt ihre modellierte mittlere Abflussmenge (MQ) 2,1 m³/s. Ihr Abflussregimetyp ist pluvial supérieur und ihre Abflussvariabilität beträgt 24.

### Hochwasser
Hochwasser der Chise führten immer wieder zu Schäden, vor allem im unteren Bereich in den Gemeinden Herbligen, Oppligen und Kiesen, wo der Fluss in den 1970er Jahren und im August 2005 über die Ufer trat. Bei Hochwasser wird gerechnet, dass die Chise im Unterlauf einen Abfluss von 28 m³/s haben kann. Seit 2003 wird an Hochwasserschutzmassnahmen geplant. Sie umfassen den Bau von Rückhaltebecken im Groggenmoos bei Bowil und im Hünigenmoos bei Konolfingen, sowie eine Verbreiterung und Absenkung des Bachbettes im Unterlauf. 2013 war das Rückhaltebecken im Groggenmoos gebaut, gegen die restlichen Projekte regt sich Widerstand aus der Bevölkerung – einerseits wegen des mit den geplanten Renaturierungsmassnahmen einhergehenden Kulturlandverlustes, anderseits wegen Eingriffen in Privatgrundstücke in den überbauten Gebieten des Unterlaufs. Der Hochwasserschutz wird vom Wasserbauverband Chiesbach koordiniert, dem die Gemeinden entlang der Chise angehören.

## Natur und Umwelt
In den landwirtschaftlich genutzten Gebieten zwischen Konolfingen und Bowil wurde das Gewässer begradigt und kanalisiert. Abschnitte des Unterlaufs der Chise sind noch in natürlichem oder naturnahem Zustand erhalten.

## Nutzung
Die Wasserkraft der Chise wurde früher besonders im Bereich von Oberdiessbach für den Betrieb von Mühlen, Sägereien und Schmieden genutzt.
Freimettigen ist Standortgemeinde der Abwasserreinigungsanlage Oberes Kiesental, welche das behandelte Abwasser in die Chise ableitet.